# Pont de l'Atlantique (Angers)
Pour les articles homonymes, voir Pont de l'Atlantique.
Le pont de l'Atlantique est un pont routier franchissant la Maine à proximité du lac du Maine à Angers en Maine-et-Loire (France).

## Galerie

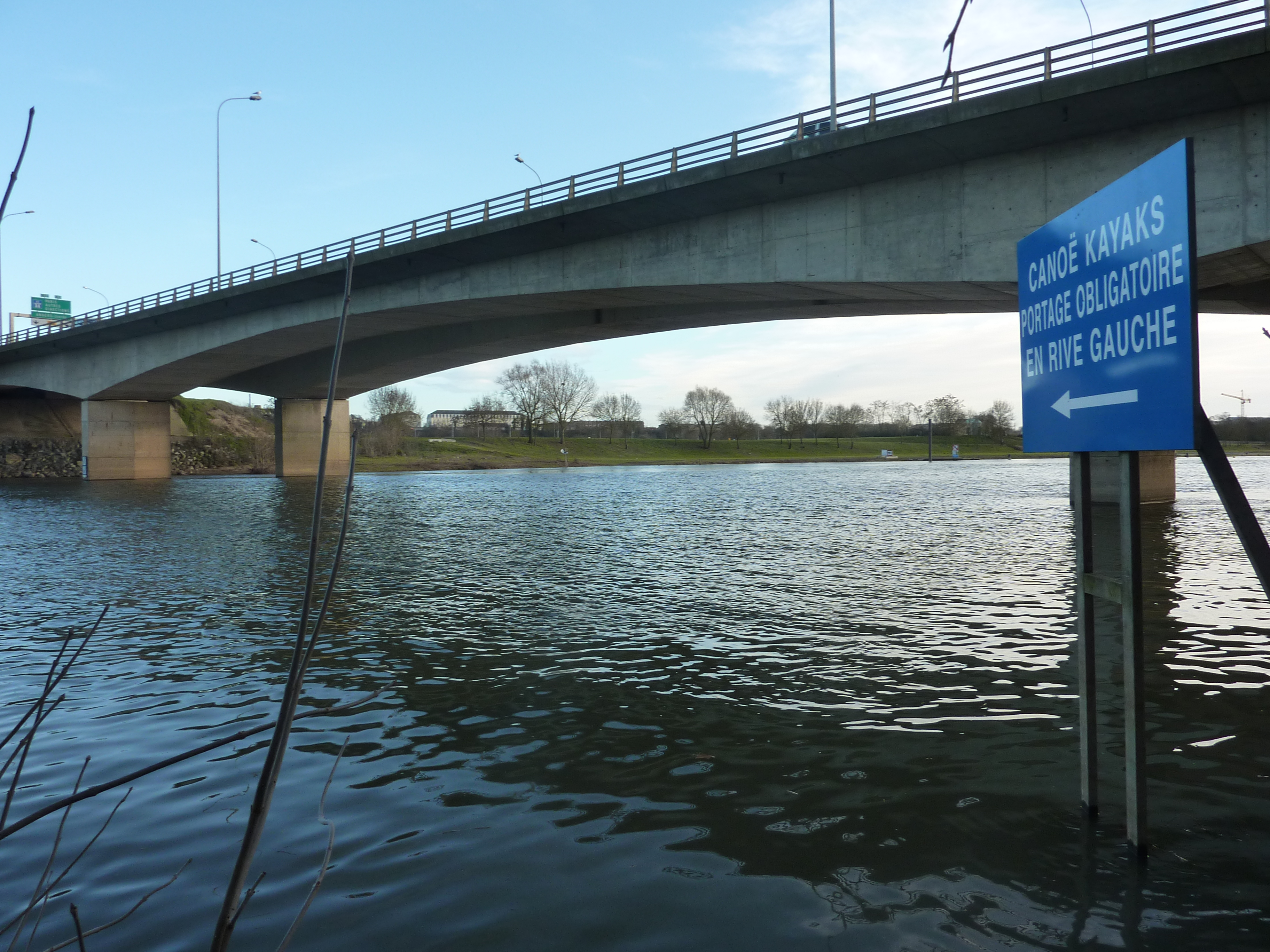
Vue d'ensemble
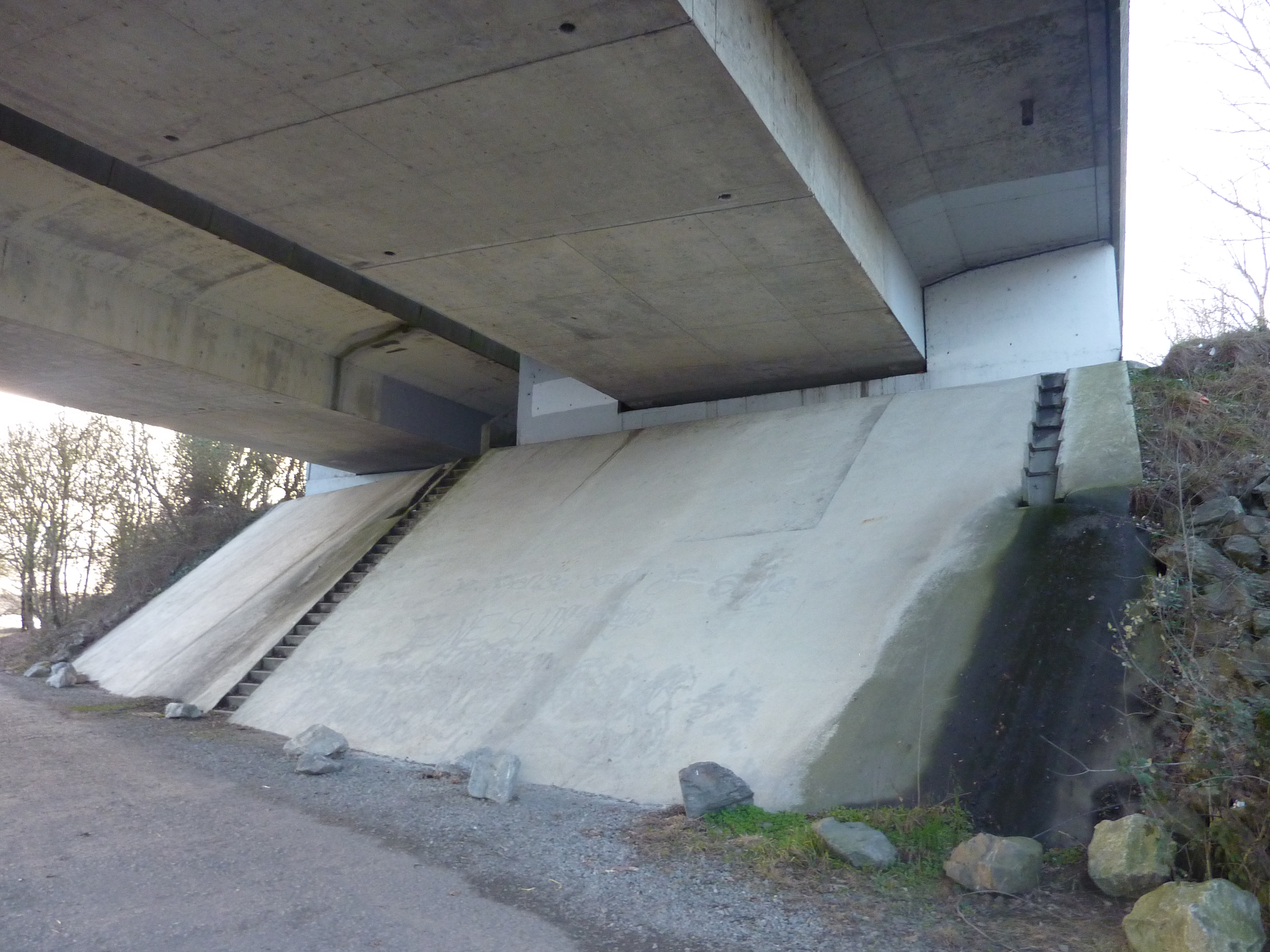
Culée ouest
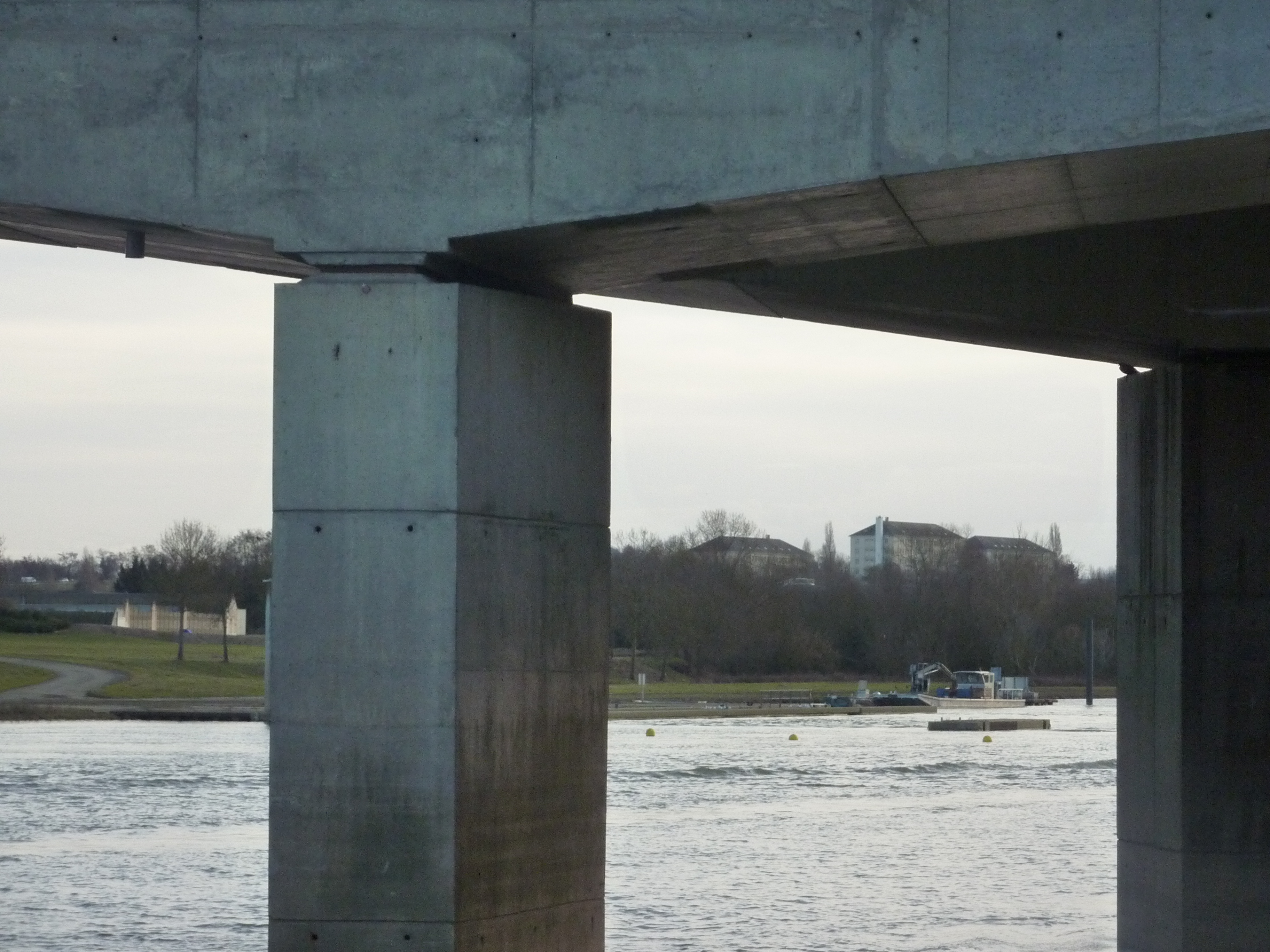
Vue des appuis sur pile en Maine
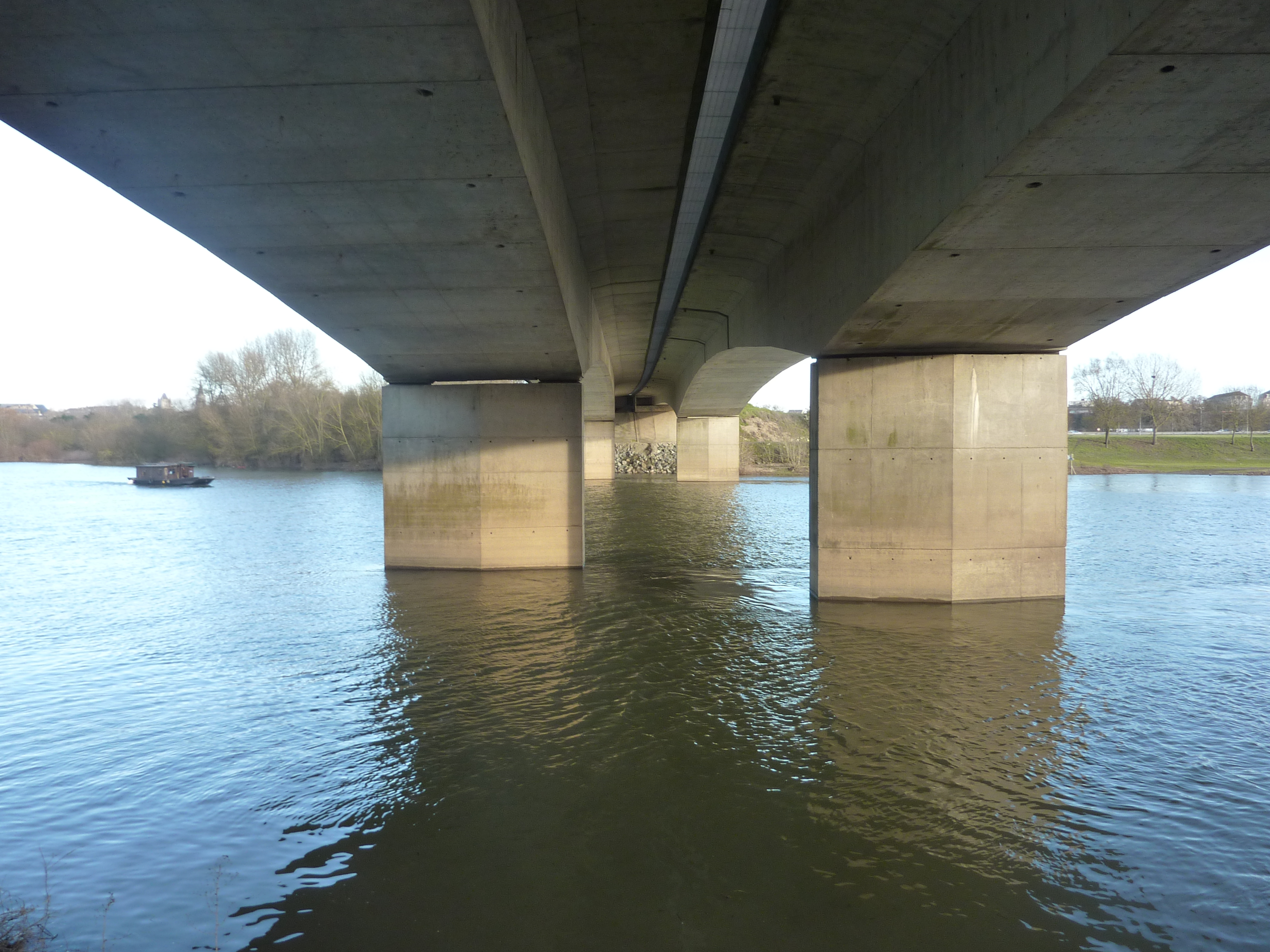
Piles sur la Maine
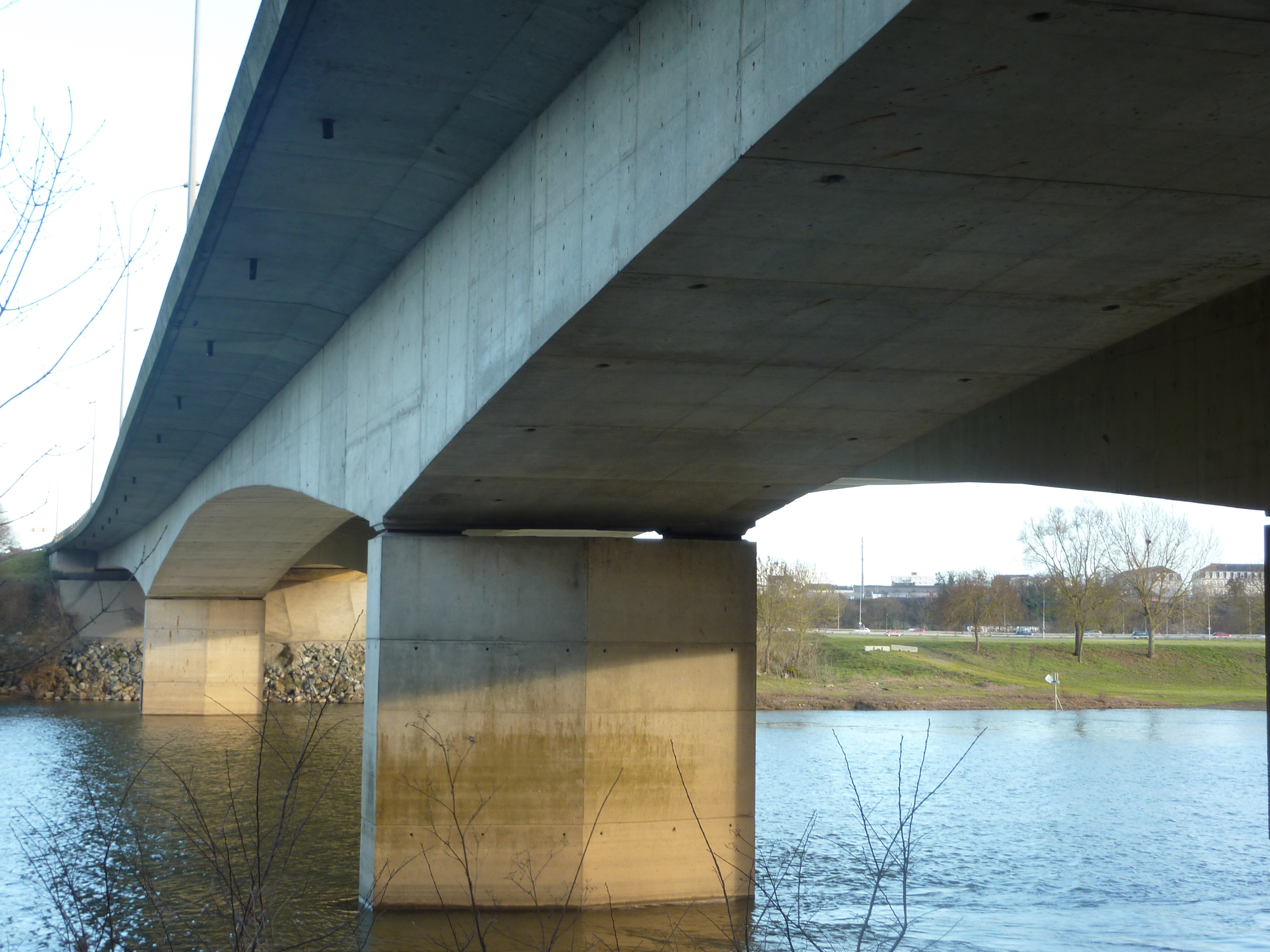
Vue d'ensemble